# Orgue de la parròquia d'Algaida
L'orgue de la parròquia gòtica de Sant Pere i Sant Pau (Algaida, Mallorca) és un instrument barroc, construït inicialment l’any 1647 pel mestre orguener Guillem Barrera.

## Història

### L'orgue anterior
L’església d’Algaida va ser construïda en el segle XVI, i es té constància de la presència d’un orgue en l’edifici a partir de l’any 1582. El 25 de març d’aquell any, en el Llibre de Consells, s’anomena a “Mestre Cifre per sonar l’orgue”. El 22 de gener de 1590 trobam un altre apunt amb relació a ell: “ja sabeu que per l’absencia de Mtre. Cifre, que sia al cel, lo orga que tenim assi resta sens tenir qui lo toc a les festes slemnes per la gloria del cuto divino, i així com per aquest negci no es cosa que en sapia fer tot genero de persones...”. Per la qual cosa sabem que, després de la mort de Cifre, l’orgue va romandre sense ser emprat durant anys. Novament el 31 de desembre de 1595 tenim un altre indici de la mateixa situació: “l’orgue esta sense sonar i s’hauria d’adobar a mes de contractar qui el toqui”.
L’instrument va mantenir-se en el seu loc fins l’any 1650. Llavors ja s’havia instal·lat el nou i aquest va ser venut per destinar els diners a la compra de cera. Aquest fet suggereix que l’orgue fos de tipus positiu, relativament petit.

### Construcció i manteniment del segon orgue
En el Llibre d’Actes veiem, el 29 de juliol de 1646, la intenció d’encarregar la construcció d’un nou orgue: “Se propsa a V. M. que los orgues estan desviat (sic) i són molt dolents... si farem uns orgues nous que convenga a la nostra vila i si farem alguna cosa que fata a la esglesia i que si mon Sr. Ve a visitar no mos dona una correcci... Fonc conclus per tot lo sobre dit Consell que os honors Jurats tinguen poder de fer orguens nous condecents per la nostra esglesia aconsellant-se amb persones practiques i les mes antigues de esta vila i puguen concretar-se a tota utilitat de la nostra vila”. 
Per pagar la construcció de dit orgue, s’acordà el dia 6 de gener de 1647 que “se fassa mig tall de l’obra de l’església i los diners del Rafalet s’apliquin per fer lo orgue conforme altra determinació del Consell i no es puguin gastar per altra cosa”. S’acceptà, a més, un oferiment de 150 lliures d’un home sota el nom de Francesc Socies amb la condició que l’obra fos lliure de talles i contribucions fins haber amortitzat aquells diners. L'estany emprat per construir l’instrument fou comprat a l’orguener Jeroni Roig. El 28 de febrer del 1648 s’escrivia “A Jeroni Roig Pre. Beneficiat de la Seu i organista 0 lliures i 10 sous i a son compliment de tot lo estany que compraren a dit Roig per lo orga”. A Antoni Company i Antoni Prats Munar compraren els motlles pels tubs i altres elements.
Se sap que l’orguener contractat fou el Mestre Guillem Barrera, a qui dedicaren 10 pagaments entre els anys 1647 i 1648. En el procés, que durà uns deu mesos, l’Ajuntament l’hi llogà una casa al poble. Després es faria efectiva la visita d’un examinador: “se proposa a Vs. Ms. que Mestre Guillem Barrera organista nos ha avisats que vindra per resoldre lo orgue i havem de menester casa per aposentar-lo i donar-li menjar i per un altre que havem de fer venir per rebre lo orgue si es rebedor”. Aquell que faria de perit de l’orgue seria l’organista del Convent de Sant Domingo Fra Vicenç Pizà: s’escrivia el 10 de juliol de 1648 que “35 sous i són per la cavalcadura que ha portat lo Pare Fra Pizà i menjar per aquella quan vingué a veure si era rebedor”.
Pel que sembla per la gran quantitat de pagaments que se’n feren, a part dels esmentats, l’orgue degué ser construit directament a Algaida. Comptava amb vuit canons per tecla a la mà dreta i cinc a l’esquerra, acumulant uns 280 tubs repartits en diferents registres. Alguns estaven adornats amb els ornaments austers típics del barroc, i gairebé tots sonaven. Comptava a més amb una cortina que el protegia de la pols, de la qual el material, segons una constància del dia 4 de març del mateix any, fou encarregat a Pere Joan Aguiló. Li pagaren “2 lliures, 7 sous i 4 diners i són per lo valor de cinc canes i dos pams de fil blau per la cortina de l’orgue”.
L’organista contractat per fer sonar aquest instrument seria Antoni Moll, a qui pagaven 5 lliures l’any. Els anys següents es tractava l’orgue amb cura i se li feren varies renovacions. El 1655 s’escrivia “que se fassa una mitjanada amb una porta a les manxes de l’orgue per estar amb més comoditat”, i el 1667, “per la claraboia del cor entra aigua i danya los orguens”, per la qual cosa s’acabarien posant vidres com a mesura de protecció.

### Remodelació del segon orgue
Cent anys després de la seva construcció, l’orgue començava a presentar certs problemes de conservació. L’any 1745 se pagaren “10 lliures a Damià Caimari fuster per haver remendat lo orga de la present vila”, i al 1753 se li tornaren a oferir altres “10 lliures per adobar l’orgue”. Però veient que no s’aconseguia tornar a millorar la qualitat de l’orgue, el rector D. Francesc Tugores prengué la iniciativa d’una remodelació a mans de Jordi Bosch. Dia 8 de setembre de 1770, el batle Mateu Ribes escrivia el següent: 
Molt honor i savi Ajuntament: Lo perquè se ha fet ajuntar a totes voses Mercès és per a dir-los que el Senyor Dr. Francesc Tugores, Pre. i Rector de la present Vila, ha fer venir a esta vila a Jordi bosch, orguer, per efecte de que tractàssem de la composició de l’orgue de esta Vila, i que és vingut per la resposta i així respecte que el Senyor Rector diu que pagarà la mitat de tot el cost de dit orgue, trob que seria convenient que es fes el remendo així com diu dit Bosch, qui demana 500 lliures i de este modo seria una obra perfecta i de utilitat, i la Vila sols deuria pagar 250 ll. i així Vs. Ms. Com veuen el dit Bosch se obliga fer to tlo que té escrit al Sr. Rector ab carta dels 4 corrents que se és ensenyada i llegida a Vs. Ms. i queden de ella enterats, puis el dit Bosch és subjecte dels més capassos d'Espanya i se parla si se’n anirà fora, i tenint nosaltres lo orgue tan inútil, trob per moltes raons és convenient el que se faça segons lo que se nos escriu dit Bosch. I així Vs. Ms. aconsellaran lo faedor.

Sobre la qual proposició han discorreguts los vots i parers de un en altre, ut moris est, i fonc votat, conclús i determinat per tota la dita Junta, nemine discrepante, que s’adobin i componguen los orgues i manxes de esta vila ab lo modo que expressa dit bosch ab la citada carta i esta se inseresca original ab ajuntament i la vila pagarà mitat de les 500 lliures que diu és son valor dit Bosch, les remanents les satisfarà lo dit Sr. Rector de esta vila, puis així nos lo ha promès i se és obligat per el degut culto Divino, ben entès que en lo llibre de talla general de lo any pròxim vinent, se aumentarà un sou per cent per satisacció de les antedites 25o lliures i en lo modo susdit lo acordaren dits honorables Regidors i lo firmaren de ses pròpies mans que don fe. 
La carta de Jordi Bosch, que també es troba al Llibre d’Actes, diu així: 
El Mt. Rent. P. por. De Snt. Domingo, P. Pd. Terrassa, i el P. Vicari me han empenyat para qu elogria V. MD. La promptitud i conveniència possible sobre el adobar lo Orga i lo mateix me insinua de ordre de V. Md. El Sor. Vicari. Lo he recapacitat i se me ha ocurrit lo següent: Pnt. Se han de fer de nou i de metall los canons de fusta que té dit orga en el registre de la Octava. Los canons del Ple i Flautat se provaran cada un de per si i los que se enquantraran defectuosos i incorregibles se feran de nou. Dit Ple corre a vuit canons per tecla la mà dreta i cinc o sis l'esquerra a les quals se anyadiran de nous fins que sia dit Ple a deu canons per tecla en la mà dreta i aiximateix a l’esquerra. Més se anyadirà un registre de Corneta a cinc veus per tecla la mà dreta, i tres l'esquerra de metall. Més se ha de fer nou el Secret, el teclat i corresponents moviments, el qual Secret, a més de lloc per a la música expressada, li ha de quedar el suficient i preparat per a que qualsevol temps li pugan anyadir un registre de trompeteria. La Caixa se ha d’alçar a nivell de balustrada del cor i anyadir-li el corresponent arrancaent de escultura, com també a la part del cor se li ha de anyadir l’amplària que se necessita per a los expressats registres. Les manxes se han de desfer i preparar-les per la part interior com se acostuma en les noves. Corren a mon càrrec tot lo expressat, es son últim preu cincentes lliures. Quant a la promptitud puc donar principi al Secret, teclat i demés moviments, com també algunes planxes per a los canons nous, la col·locació de dita obra, lo més prompte que pot ser, és ser immediata a la de lo orga de Felanitx. És quant puc i dec fer atenent a les moltes atencions que dec a los expressats Ps. De Snt. Domingo, com també lo molt que desig servir a V. Md. Interim quedo aguardant las suas ordres, i suplic a Déu lo gt. los ms. as. que desitx. 
No ens han arribat els documents que evidencien els pagaments que es feren a Jordi Bosch, no obstant tant els tubs com el secret i la caixa són com els descrivia en la carta. En el registre de trompeteria esmentat es va afegir un joc de Baixons-Clarins per Antoni Portell a mitjan segle XIX. En una reforma posterior a finals de segle li fou afegit un Bordó de metall i fusta que substituí la Corneta, i es retiraren la Vint-i-dosena i el Cimbalet. El caràcter barroc de l’instrument anava perdent-se amb aquestes renovacions.
L’any 1860 es paga 4 reals a Llorenç Capellà per reparar dues Contres de l’orgue, i el 1873 l’orguener Joan Puig i Caldés s’encarrega d’afinar-lo. L’any següent ho faria el seu pare, Guillem Puig.
Dècades després, dia 12 d’abril de 1958, es feia efectiu el contracte entre Mossèn Miquel Munar, vicari i organista d’Algaida, i Josep Fullana, director de Organería Clásica d’Alaró, per mor de reformar i restaurar novament l’instrument. No obstant, en comptes d’ampliar-lo es va reduir significativament en termes de registre i qualitat: se reduïren les 10 files del Plenum a 4, les 5 de Corneta a 2, i alguns tubs foren substituits per tubs de cartró. El teclat partit de Jordi Bosch també es va eliminar, i la transmissió mecànica va ser substituïda per un sistema pneumàtic amb tubs de plàstic. La desafortunada restauració va provocar que, després de fer-se sonar l’instrument uns anys, finalment s’hagués de desmuntar.
A partir del 9 d’agost de 1989 començà a desmuntar-se la transmissió pneumàtica i a restaurar l’instrument en les mans d el’orguener Pere Reynés gràcies a la iniciativa de l’organista Antoni Mulet. El teclat de Jordi Bosch va ser trobat, restaurat i remuntat.
A la festa de Pasqua de 1993 sonà el Flautat i l’Octava, i a la festa de Sant Jaume sonaren la Dotzena, la Quinzena i la Corneta. A la missa de matines sonà també el Tapadet, i l’any següent es reconstruí el Baixos-Clarins així com s’incorporaren tubs nous de Vint-i-dosena i Cimbalet.

### Estat actual
Actualment la restauració no ha conclòs: falta completar la instal·lació dels jocs de Pedal. Es situa al centre de la barana del cor, mateix lloc on es col·locà en construir-se l’any 1647. Està ben conservat i es fa servir habitualment. La seva afinació és La = 415.

## Descripció de la consola
| Mà esquerra   | Mà dreta      |
| ------------- | ------------- |
| Flautat       | Flautat       |
| Tapadet       | Tapadet       |
| Octava        | Octava        |
| Dotzena       | Dotzena       |
| Vint-i-dosena | Vint-i-dosena |
| Cimbalet      | Cimbalet      |
| Nasards       | Corneta       |
| Baixons       | Clarins       |